# Zwölf Stühle (Roman)

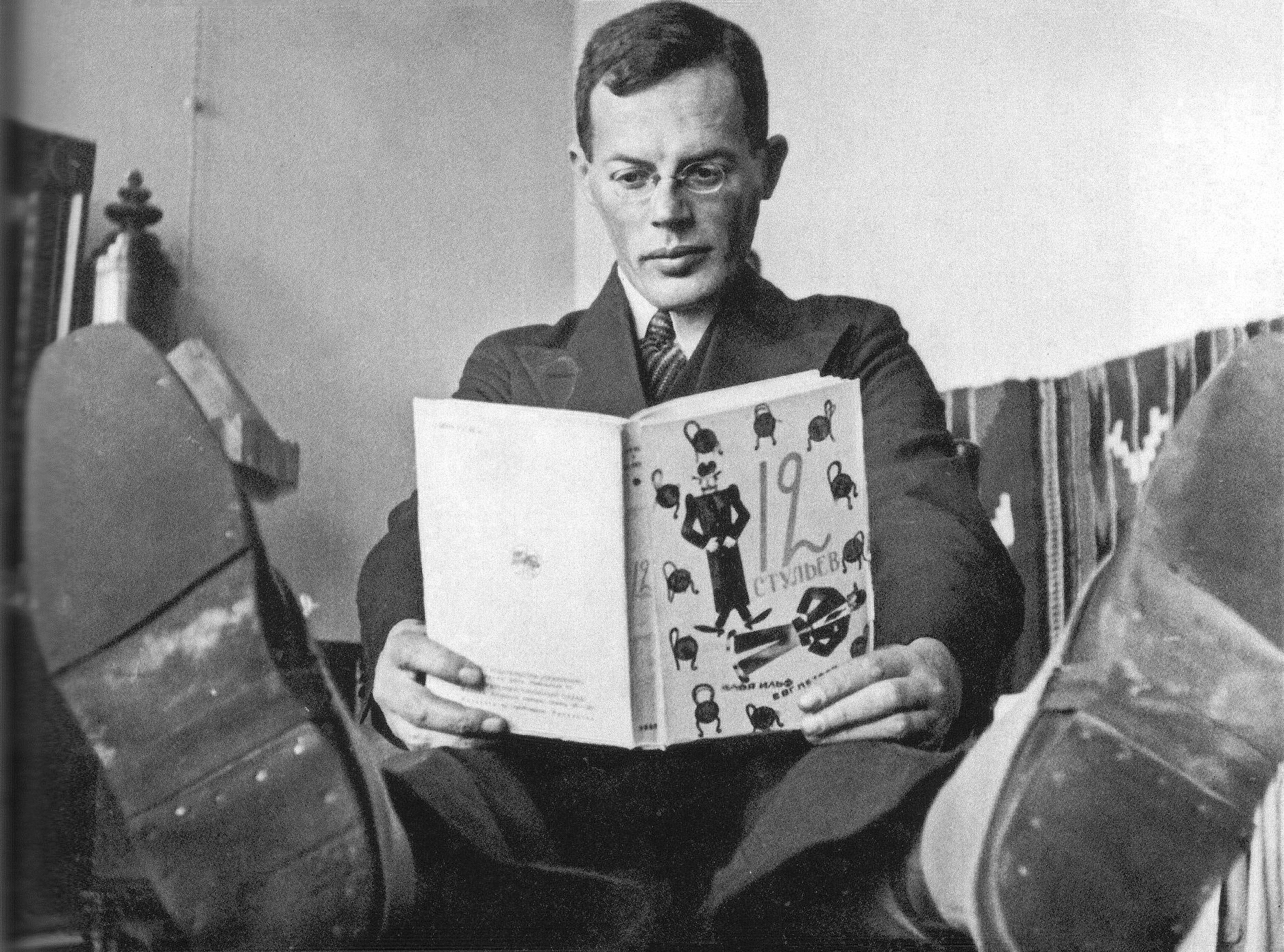
Ilja Ilf liest in seinem Roman Zwölf Stühle. (Foto: Eleasar Langman)

Zwölf Stühle (russisch Двенадцать стульев Dwenadzat stuljew) ist ein 1928 veröffentlichter satirischer Roman der beiden sowjetischen Schriftsteller Ilja Ilf und Jewgeni Petrow. Der Hauptheld des Romans erscheint auch im Fortsetzungsroman Das goldene Kalb (1931).

## Handlung

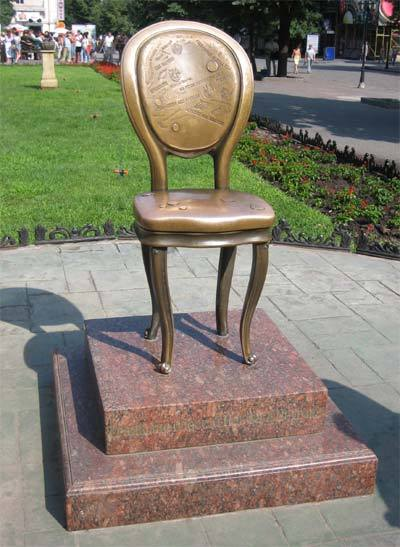
Einer der zwölf Stühle als Bronzeplastik in Odessa.

Der nach der Russischen Revolution versteckt lebende ehemalige Adelsvorsteher Ippolit Worobjaninow erfährt am Sterbebett seiner Schwiegermutter, dass sie vor Jahren bei der Enteignung durch die Bolschewiki die wertvollen Familienjuwelen in einem der zwölf Stühle (Halbsessel) versteckt hatte, die später ebenfalls beschlagnahmt wurden. Vom Geheimnis erfährt auch der orthodoxe Priester Fjodor, der der sterbenden Frau die letzte Beichte abnimmt. Daraufhin entscheiden sich beide unabhängig voneinander, sich auf die Jagd nach den Juwelen zu begeben.
Bald darauf trifft Worobjaninow auf den trickreichen und smarten Ganoven Ostap Bender, der sich der große Kombinator nennt. Da er von der adligen Herkunft Worobjaninows erfährt und ihm mit der Denunziation bei den Behörden droht, sieht sich Worobjaninow genötigt, ihn in das Geheimnis einzuweihen. Von nun an bestreiten sie die Suche nach den Stühlen gemeinsam. Auf der Suche bereisen sie das ganze Land und treffen auf verschiedene, zum Teil schräge, Menschen, deren Naivität sie, vor allem dank Benders Charme und Energie, ausnutzen und deren Schwächen im Roman satirisch dargestellt sind. Parallel dazu verfolgt Vater Fjodor eine falsche Spur ebenfalls quer durch das ganze Land, gelegentlich treffen sich die Konkurrenten.
Nachdem die Stühle einer nach dem anderen gefunden werden, wird zunehmend klar, dass der Schatz sich im letzten Stuhl befindet, dessen Spur sich verloren hat. Letztlich wird jedoch auch er in einem Kulturclub für die Arbeiterklasse entdeckt. In der Nacht vor dem geplanten Einbruch tötet Worobjaninow Bender aus Angst, dass dieser mit ihm nicht wie abgesprochen teilt (Bender überlebt seine Verletzung, wie man im Fortsetzungsroman Das goldene Kalb erfährt). Später muss Worobjaninow jedoch erfahren, dass der Schatz bereits entdeckt und der neue Kulturclub von dem Erlös der Juwelen erbaut wurde.

## Kulturelle Bedeutung

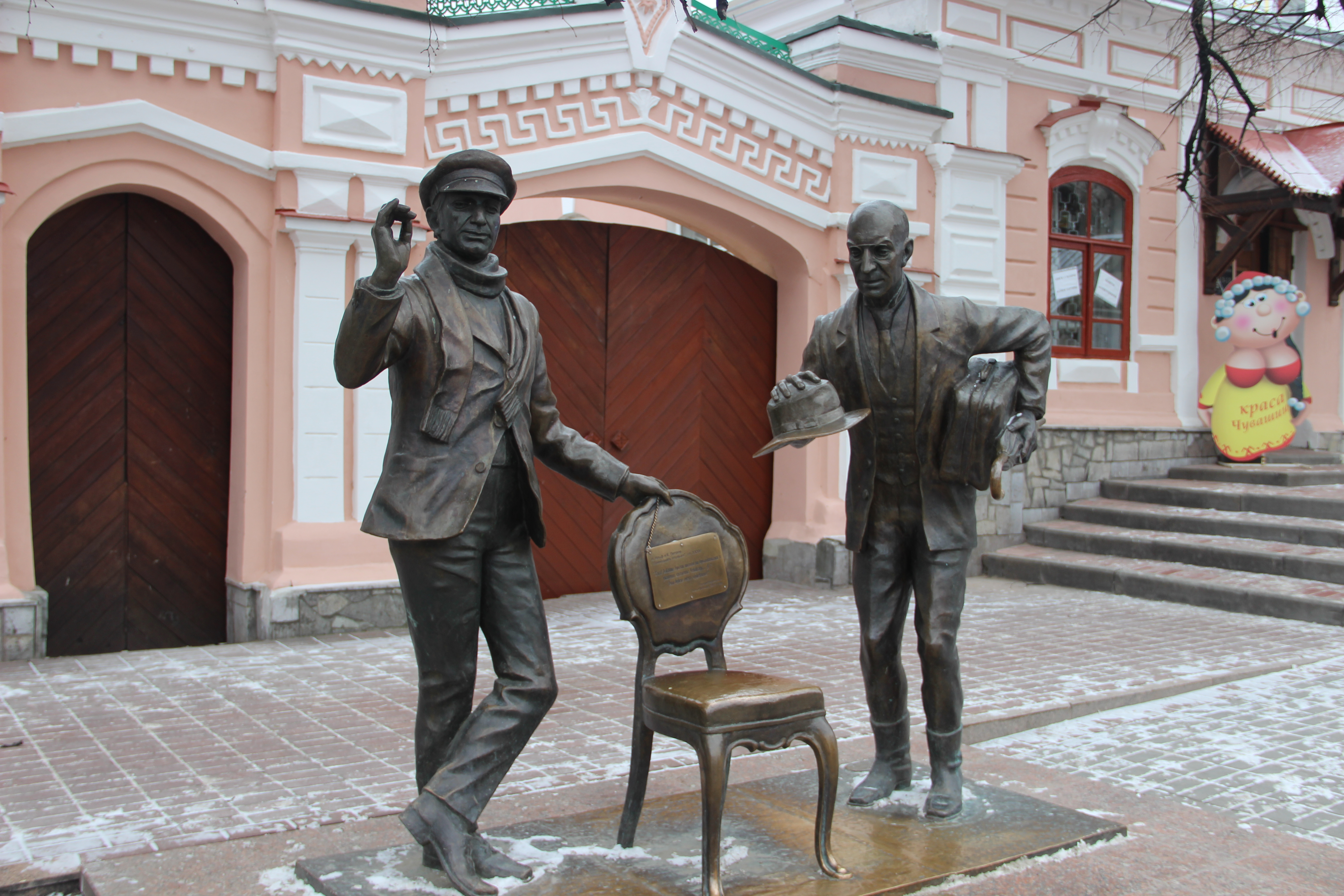
Bronzeplastik mit Romanfiguren im russischen Tscheboksary.

Der Roman zählt zu den Klassikern der russischen Literatur des 20. Jahrhunderts. Viele Sprüche und Zitate aus dem Roman sind auf dem Gebiet der ehemaligen Sowjetunion zu geflügelten Worten geworden.
- Das Eis ist gebrochen, meine Damen und Herren Geschworenen! (Ostap Bender, immer wieder wenn er eine neue Spur findet)
- Willst du vielleicht noch einen Schlüssel zu der Wohnung, wo das Geld liegt? (Ostap Bender gegenüber einem schnorrenden Straßenkind)
- Der Geheimbund der Schwerter und Pflugscharen! (Ostap Bender, als er einer Gruppe ehemaliger Adliger eine antisowjetische Verschwörung vorgaukelt, um Spenden einzusammeln)
- Gigant des Gedankens, ein Vertrauter des Imperators und Vater der russischen Demokratie (Ostap Bender über Worobjaninow bei derselben Gelegenheit)
- Ich denke, das Feilschen ist hier fehl am Platz. (Worobjaninow beim Einsammeln der Spenden)
- Monsieurs! Je n’ai mangé pas six jours. (Worobjaninow beim Betteln in Pjatigorsk)
- Was kostet das Opium für das Volk? (Ostap Bender beim Zusammentreffen mit Vater Fjodor; gemeint ist der Satz „Religion ist Opium des Volkes“ von Karl Marx)

## Verfilmungen
- Dvanáct křesel, ČSR 1933, Regie: Michał Waszyński und Martin Frič.
- Dreizehn Stühle, Deutschland 1938, Regie: E. W. Emo. Mit Heinz Rühmann und Hans Moser.
- It’s in the Bag!, USA 1945, Regie: Richard Wallace.
- Das Glück liegt auf der Straße, Deutschland 1957, Regie: Franz Antel. Mit Walter Giller und Georg Thomalla.
- Las doce sillas, Kuba 1962, Regie: Tomás Gutiérrez Alea.
- Una su 13 (12+1), Italien/Frankreich 1969, Regie: Nicolas Gessner und Luciano Lucignani. Mit Sharon Tate und Orson Welles.
- The Twelve Chairs, USA 1970, Regie: Mel Brooks.
- Двенадцать стульев, Sowjetunion 1971, Regie von Leonid Gaidai.
- Rabe, Pilz und dreizehn Stühle (Fernsehserie), BRD 1972, Regie: u. a. Franz Marischka.
- Двенадцать стульев, Sowjetunion 1976, Regie: Mark Sacharow.
- Mein Opa und die 13 Stühle (Fernsehfilm), Österreich 1997, Regie: Helmut Lohner. Mit Otto Schenk.
- Zwölf Stühle, Deutschland 2004, Regie: Ulrike Ottinger.
- Двенадцать стульев, Russland 2004, Regie: Maxim Papernik.

## Deutsche Ausgaben
- Zwölf Stühle (Übersetzer Elsa Brod und Mary von Pruss-Glowatzky), Zsolnay, Zürich 1930 DNB 574112669.
- Zwölf Stühle (Übersetzer Ernst von Eck), Eulenspiegel Verlag, Berlin 1958.
- Zwölf Stühle (Übersetzer Renate und Thomas Reschke), Verlag Volk und Welt, Berlin 2000, ISBN 3-353-01139-0; NA: Luchterhand, München 2003, ISBN 3-630-62067-1 (= Sammlung Luchterhand, Band 2067).